# جيرار نانهوان
جيرار نانهوان (بالفرنسية: Gérard Gnanhouan)‏ (مواليد 12 فبراير 1979) هو لاعب كرة قدم. يلعب مع منتخب كوت ديفوار لكرة القدم. سبق له أن لعب في كأس العالم لكرة القدم مع منتخب بلاده.

## روابط خارجية
- جيرار نانهوان على موقع رابطة كرة القدم الفرنسية للمحترفين (الإنجليزية)
- جيرار نانهوان على موقع قاعدة بيانات كرة القدم.إي يو (الإنجليزية)
- جيرار نانهوان على موقع ناشيونال فوتبول تيمز (الإنجليزية)